# Триптолем

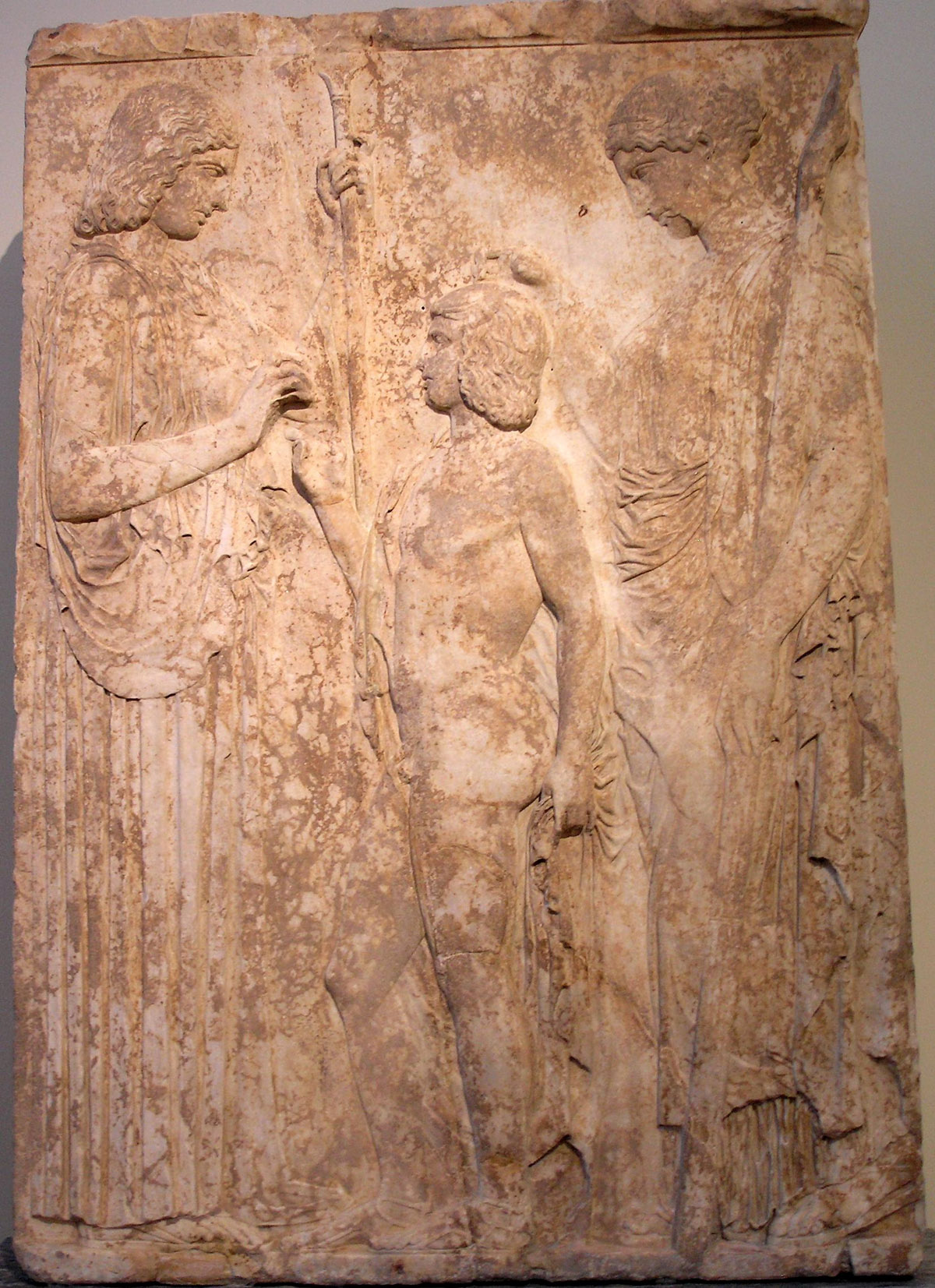
Триптолем поміж Деметрою та Персефоною, Національний археологічний музей (Афіни)

Триптоле́м (грец. Τριπτόλεμος, Triptolemos) — герой, син елевсінського володаря Келея (за Гігіном, Елевсіна; за аргівською версією, Трохіла) і Метаніри.

## Зображення Триптолема
Триптолема зображували чоловіком, що тримає в руці скіпетр, в'язку колосків або чашу з вином.

## Елевсінський міф
За елевсінським переказом, Деметра в постаті смертної жінки прийшла до Келея і стала виховувати молодшого брата Триптолема Демофонта. Триптолема богиня навчила хліборобства й подарувала йому зерна пшениці та запряжену драконами крилату колісницю. Як улюбленець Деметри Триптолем був утаємничений у священні містерії і став жерцем богині. З його ім'ям пов'язують уведення в Аттиці хліборобства і поширення осілої культури. Проте діяльність Триптолема як першого вчителя хліборобства не обмежилась Аттикою: своєю чарівною колісницею він об'їздив цілий світ і навчив людей вирощувати хліб.

## «Триптолем» Софокла
Софокл у своїй трагедії «Триптолем» зображає, як герой летить по світу, розповсюджуючи дари Деметри. Під кінець мандрівки він заснував місто Елевсін і встановив культ Елевсінської Деметри. В елліністичну епоху Триптолемові приписували заснування деяких давньогрецьких поселень і введення хліборобства в Сирії. У мандрівках Деметра захищала свого улюбленця від небезпек. Скіфського царя Лінка, який задумав убити Триптолема, вона обернула на рись, а гетського царя, що хотів позбавити героя життя й умертвив одного з його драконів, богиня перетворила в сузір'я. За Платоном, після смерті Триптолема боги зробили його суддею над душами померлих.

## Римська міфологія
У римській традиції грецький тип Триптолема наслідують статуї Евентуса с заміною колосся рогом достатку.